# Henri Arnaut de Zwolle
Henri Arnaut de Zwolle, Heinrich Arnold von Zwolle oder Arnault de Zwolle (* um 1400; † 6. September 1466 in Paris), war ein franko-flämischer Arzt, Konstrukteur und Astronom am Hofe des Burgunder Herzogs Philipp des Guten, im Gebiet des heutigen Belgien. Er entwickelte 1439 ein Edelsteinschleifgerät und beschrieb 1440 das Clavichord.
Der Beiname „de Zwolle“ soll von seinem Studienort herkommen. Bekannt blieb Henri Arnaut durch die Veröffentlichung eines in lateinischer Sprache veröffentlichten Lehrbuches für musikalische Instrumente. Darin gibt er die ersten genauen Konstruktionsbeschreibungen und Baupläne für das Cembalo (clavisimbalum), das Clavichord (clavicordium) und für ein Tasteninstrument namens dulce melos mit einer frühen Form der Hammermechanik.
Später war er als Astrologe in den Diensten der französischen Könige Karl VII. und Ludwig VII.